# Gardenia collinsae
Gardenia collinsae är en måreväxtart som beskrevs av William Grant Craib. Gardenia collinsae ingår i släktet Gardenia och familjen måreväxter. Inga underarter finns listade i Catalogue of Life.